# Therion inusitatum
Therion inusitatum là một loài tò vò trong họ Ichneumonidae.